# Содоль, Юрий Иванович
Юрий Иванович Содоль (укр. Юрій Іванович Содоль; род. 26 декабря 1970, Чугуев) — украинский военный, генерал-лейтенант, командующий Морской пехотой Украины (с 2018). Первый заместитель командующего десантно-штурмовыми войсками Украины (2015—2018), командир 25-й отдельной воздушно-десантной бригады (2007—2015). Герой Украины (2022). Командующий объединёнными силами Вооружённых сил Украины (11 февраля — 24 июня 2024).

## Биография
Родился в семье военных. В 1988 году окончил среднюю школу в г. Мариуполь, Донецкая область. С 1988 по 1992 годы учился в Сумском высшем артиллерийском командном училище. В 1990-х гг. служил в артиллерийском полку на Днепропетровщине.
В 2002 году окончил Национальную академию обороны Украины по специальности «боевое применение и управление действиями подразделений (частей, соединений) Сухопутных войск», где получил квалификацию офицера военного управления оперативно-тактического уровня.
С 2003 года служил в десантных войсках, за время службы совершил 96 прыжков.
В 2007 году был назначен командиром 25-й воздушно-десантной бригады.
С 2014 года — участник антитеррористической операции на территории Донецкой и Луганской областей. Под его командованием 25-я отдельная воздушно бригада провела в активных боях 5 месяцев.
В 2015 году получил квалификацию офицера военного управления оперативно-стратегического уровня при Национальной университет обороны Украины им. И. Черняховского.
С 2015 года — первый заместитель командующего ДШВ ВС Украины.
6 марта 2018 года назначен на должность командующего Морской пехоты.
5 декабря 2018 года присвоено воинское звание генерал-лейтенанта.
С 2020 года командующий ОТГ «Восток».
С 11 февраля по 24 июня 2024 года — командующий объединёнными силами Вооружённых сил Украины.

## Награды
- Герой Украины с вручением ордена «Золотая Звезда» (2022)[13]
- Орден Богдана Хмельницкого III степени (2015) — за личное мужество и героизм, проявленные в защите государственного суверенитета и территориальной целостности Украины, высокий профессионализм, верность военной присяге[14]
- Орден «За мужество» III степени (2014) — за личное мужество и героизм, проявленные в защите государственного суверенитета и территориальной целостности Украины, верность военной присяге[15]
- Медаль «За военную службу Украине» (2010) — за весомый личный вклад в укрепление обороноспособности Украинского государства, образцовое выполнение воинского долга, высокий профессионализм и по случаю 19-й годовщины Вооруженных Сил Украины[16]
- Медаль «За безупречную службу» II степени
- Медаль «15 лет Вооружённым силам Украины»
- Медаль «Ветеран службы»
- Отличие Министра обороны Украины «Доблесть и честь»
- Нагрудный знак «За достижения в военной службе» II и I степеней
- Нагрудный знак «За воинскую доблесть»[источник не указан 1229 дней]